# L'Île d'Amphoria
L'Île d'Amphoria,  ou Het eiland Amoras en néerlandais, est le deuxième album de bande dessinée de la série Bob et Bobette. Il porte le numéro 68 de la série actuelle.
Il est écrit et dessiné par Willy Vandersteen. L'histoire a été publiée dans De Nieuwe Standaard du 19 décembre 1945 au 13 mai 1946.

## Personnages principaux
- Bobette
- Tante Sidonie
- Bob, originaire d'Amphoria. C'est sa première apparition. En comparaison avec les derniers albums de la série, Bob est ici très impulsif et même agressif.
- Professeur Barabas. C'est ici sa première apparition. Dans sa première apparence, c'était un homme plutôt gros, qui bégayait. Vandersteen a guéri Barabas de ce trouble de la parole à la suite de la réception de nombreux parents qui se plaignaient de voir leurs enfants imiter le professeur en bégayant.

## Personnages secondaires
- Robert Antigone, un fantôme ivre et ancêtre de Bob. Il reviendra dans plusieurs histoires[2].
- Jacquot Lenflé, le leader des ""Gros". Lui aussi reviendra dans plusieurs histoires[3].
- Les Gros
- Les Maigres
- Le Maréchal de la Cour
- Agent 000007 et ses deux collègues

## Lieux
- Belgique : Mer du Nord
- Amphoria (Île)

## Inventions
- Le gyronef
- Le télétemps ou télétransformatic

## L'histoire
- (nl) Cet article est partiellement ou en totalité issu de l’article de Wikipédia en néerlandais intitulé « Het eiland Amoras » (voir la liste des auteurs).

Tante Sidonie et Bobette passent une journée à la plage. Bobette pêche des crabes, mais en plus d’en attraper quelques-uns, elle remonte également une vieille amphore. Lorsque Sidonie jette l'amphore, celle-ci atterrit sur la tête du professeur Barabas, qui se repose un peu plus loin sur la plage. Le professeur, curieux de découvrir l’origine de cette cruche, utilise son invention, le télétemps, pour en retracer l’histoire. Cependant, une erreur de Bobette provoque l’explosion de la machine. Ils découvrent néanmoins qu’un parchemin se trouve dans la cruche et, en la brisant, ils mettent au jour un document ancien écrit en 1551 par le capitaine Robert Antigone. Le parchemin révèle que son galion, l'Antverpia, s’est échoué en 1541 sur une île inconnue du Pacifique Sud, baptisée Amphoria.
Les trois amis décident de se rendre sur cette île en utilisant un hélicoptère conçu par le professeur : Le gyronef.
Une fois arrivés sur l’île, ils découvrent deux groupes : les Gros et les Maigres. Les Gros vivent en ville et contrôlent l’île, tandis que les Maigres, habitant dans la campagne, doivent travailler dur pour nourrir les Gros. Bobette rencontre Bob, un garçon impétueux qui s’avère être le dernier descendant vivant de Robert Antigone. Son cri de guerre est : "Antigone en Avant". Barabas et Sidonie sont capturés par les Gros, dirigés par le seigneur Jacquot Lenflé.
Bob et Bobette pénètrent dans la ville et rencontrent le fantôme de Robert Antigone, décédé d’alcoolisme mais toujours vivant en tant qu’esprit. Avec l’aide de ce dernier, ils parviennent à libérer Sidonie, mais le professeur Barabas reste prisonnier. Les amis préparent une rébellion avec les Maigres. Lorsque les Gros décident d’exécuter Barabas en le brûlant sur un bûcher, Bob, Bobette et Robert Antigone parviennent à le sauver. Alors qu’ils sont sur le point d’être capturés, les Maigres attaquent la ville. Bobette réussit à capturer Jacquot Lenflé, qui s’enfuyait, et obtient ainsi la clé de la ville. Elle est couronnée reine d'Amphoria.
Jacquot Lenflé tente de faire exploser un arsenal, mais Robert Antigone l’en empêche. Il s’enfuit avec son navire et s’installe sur une autre île, tout en laissant des espions sur Amphoria pour surveiller les Maigres. Entre-temps, Bobette anoblit Bob et Sidonie. Barabas part chercher de la nourriture en Amérique avec le gyronef, car les Gros ont détruit les réserves alimentaires. À son retour, il ne rapporte que des chewing-gums, provoquant le mécontentement des habitants.
Une tentative d’assassinat est perpétrée contre Bobette, mais elle n’est pas blessée. Les espions capturent ensuite Barabas et l’emmènent dans la cachette de Jacquot Lenflé. Les Gros construisent une flotte pour reprendre Amphoria. Bob et Bobette, à bord du gyronef, bombardent la flotte mais découvrent que Barabas est prisonnier sur un des navires. Bob parvient à le libérer et à détruire le navire, mais il disparaît lui-même dans l’explosion.
Avec la reddition des Gros, la paix revient sur Amphoria. La nourriture est à nouveau produite, et Bobette, bien que triste de la perte de Bob, organise la rééducation des Gros, qui doivent suivre une cure d’amincissement. Jacquot Lenflé pris de remords, revient sur Amphoria et rend Fanfreluche, la poupée de Bobette.
Le fantôme de Robert Antigone est libéré de sa pénitence et rejoint le royaume des esprits, en offrant sa bouteille à Bobette. Alors que les amis rentrent en Belgique, ils retrouvent Bob vivant sur un îlot. De retour à la maison, Bob découvre la modernité, marquée notamment par la guerre du Vietnam.
Grâce à la machine à remonter le temps, les amis vérifient l’état d'Amphoria : l’île est désormais prospère, la paix règne, les armes ont été fondues pour en faire des outils agricoles et Jacquot Lenflé s'est converti en dentiste.

## Autour de l'album
- En néerlandais, langue originale de l'album, l'ile d'Amphoria  se nomme Amoras. C'est une inversion du nom Saroma, une marque de pudding instantané (vendue aux Pays-Bas depuis 2002 sous le nom de Kloppudding).
- Pour le "combat entre les Gros et les Maigres", Vandersteen s'est  inspiré du "strijd tussen de Dikken en de Mageren" évoqué dans le livre Pieter Brueghel - Zo heb ik uw werken geroken de Felix Timmermans[4].
- C'est la première histoire de la série où Bob apparaît avant de devenir le personnage principal de la sérié. Contrairement aux récits ultérieurs, Bob y apparaît très impulsif et même agressif.
- C'est également la première aventure de la série qui se déroule sur Amphoria, île fictive représentant en réalité Anvers au XVIe siècle.
- Vandersteen a retiré Ricky, le frère aîné de Bobette, au début de L'île d'Amphoria. Dans la version originale Ricky est envoyé chercher des chaussures avec un ticket de rationnement, mais ne revient jamais[5]. La raison du retrait par Vandersteen est que Ricky ressemblait trop à Tintin et était trop âgé pour être un compagnon adéquat de Bobette.
- Dans sa première apparition, le professeur Barabas est encore un homme assez corpulent qui bégaye. Cependant, Vandersteen le "guérit" de ce trouble après avoir reçu des lettres de parents inquiets, expliquant que leurs enfants imitaient son bégaiement. Dans cette histoire, Barabas invente le gyronef et possède une version précoce de la télétemps.
- Le cri de guerre de Bob est "Antigone, en avant". Cependant, dans une version plus ancienne en néerlandais, il s'agit de "Seefhoek, en avant !", en référence au quartier d'Anvers où Willy Vandersteen a grandi.
- La machine à remonter le temps n'est pas encore utilisée ici pour voyager dans le temps, mais uniquement pour examiner le passé des objets.

### Significationallégorique

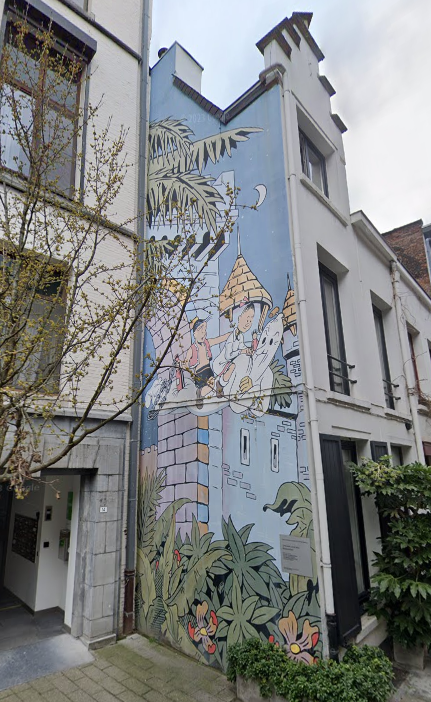
Fresque murale à la Korte Ridderstraat, 8 à Anvers, représentant la couverture de L'ile d'Amphoria

Dans la version originale de l’histoire, en néerlandais, Amphoria était avant tout un reflet contemporain d’Anvers. Les Maigres vivaient en dehors des murs de la ville, dans le quartier de Seefhoek, un quartier populaire d’Anvers où Vandersteen lui-même a grandi. De plus, la ville comportait divers bâtiments réels, mais inspirés d’Anvers. Les dialogues étaient également marqués par des expressions typiquement anversoises.
Lors de l’introduction sur le marché néerlandais en 1959, une révision graphique fut jugée nécessaire. Dans cette version, Amphoria ressemble davantage à Amsterdam qu’à Anvers. Le cri de guerre de Bob, Seefhoek vooruit !, a été modifié en Jordaan vooruit ! (en référence à un quartier populaire d’Amsterdam). La plage où se déroule la scène d’ouverture, initialement située près de la localité belge de Doel, n’est plus associée à un lieu précis dans les éditions ultérieures.
Dans la version finale en quadrichromie, un nouveau changement est opéré. Le quartier populaire des Maigres s’appelle désormais Antigone (le cri de guerre de Bob devient donc Antigone en avant !), et la ville présente des traits à la fois d'Anvers et Amsterdam. Par exemple, le Steen de la version originale a été remplacé par la Schreierstoren.

## Traductions
Le nom original de l'album, en néerlandais, est Het eiland Amoras. L'album est également édité dans d'autres langues :
| Langue    | Titre de la série | Titre                    | Année de sortie |
| --------- | ----------------- | ------------------------ | --------------- |
| Espagnol  | Bob y Bobette     | La isla de Anforia       | 1968            |
| Allemand  | Suske und Wiske   | Die Insel Amoras         | 1972            |
| Anglais   | Willy and Wanda   | An island called Hoboken | 1946            |
| Suédois   | Finn och Fiffi    | Den okända ön            | 1979            |
| Norvégien | Finn & Fiffi      | Den ukjente øya          | 1986            |
| Finnois   | Anu & Antti       | Amforian saari           | 1987            |

## Éditions
- Het eiland Amoras, Standaart, 1947 : Édition originale en néerlandais
- L'Île d'Amphoria, Erasme, 1974 : Édition française comme numéro 68 de la série actuelle.

## Adaptations
- Le samedi 13 mai 2006, une fresque murale a été dévoilée dans la Korte Ridderstraat, 8  à Anvers, représentant la couverture originale de l'album[6].